# Mycobates corticeus
Mycobates corticeus är en kvalsterart som beskrevs av Bvehan-Pelletier, Eamer och Clayton 200. Mycobates corticeus ingår i släktet Mycobates och familjen Punctoribatidae. Inga underarter finns listade i Catalogue of Life.